# Михайлівське (Мелітопольський район)
Миха́йлівське —  село в Україні, у Мелітопольському районі Запорізької області. Входить до складу Якимівської селищної громади. Населення становить 176 осіб. До 2017 орган місцевого самоврядування - Горьківська сільська рада.

## Географія
Село Михайлівське розташоване на відстані 0,5 км від селища Кошове. По селу протікає пересихаючи струмок з загатою.

## Історія
Село засноване 1932 року.
12 червня 2020 року, відповідно до розпорядження Кабінету Міністрів України № 713-р «Про визначення адміністративних центрів та затвердження територій територіальних громад Запорізької області», увійшло до складу Якимівської селищної громади.
17 липня 2020 року, в результаті адміністративно-територіальної реформи та ліквідації Якимівського району, село увійшло до складу Мелітопольського району.
Село тимчасово окуповане російськими військами 24 лютого 2022 року.

## Населення
За даними перепису населення 2001 року, у селі мешкало 176 осіб. Мовний склад населення був таким:
| Мова       | Число ос. | Відсоток |
| ---------- | --------- | -------- |
| українська | 78        | 44,32    |
| російська  | 55        | 31,25    |
| гагаузька  | 12        | 6,82     |